# 사가 스칼렛 그레이스: 진홍색 야망
《사가 스칼렛 그레이스》는 스퀘어 에닉스와 스튜디오 릴이 공동제작한 롤플레잉 비디오 게임이다. 2002년 《언리미티드 사가》 이후 이식 및 리메이크가 아닌 《사가》 시리즈 단독 작품으로서 처음 출시하는 게임이다. 본래 2016년 플레이스테이션 비타로 일본 지역에서만 처음 출시됐으며, 이후 2018년 확장판이 《사가 스칼렛 그레이스: 진홍색 야망》라는 제목으로 안드로이드, iOS, 마이크로소프트 윈도우, 닌텐도 스위치 및 플레이스테이션 4로 발매됐다. 그 외 지역에선 《진홍색 야망》판이 최초로 현지화돼 서양에선 2019년, 대한민국에선 2022년 아크 시스템 웍스가 배급해 출시됐다.
이번 작품에 복귀하는 시리즈 제작진으로 공동 디자이너 및 시나리오 작가 카와즈 아키토시, 원화가 코바야시 토모미, 작곡가 이토 켄지가 있다. 전작 《언리미티드 사가》에서 플레이어들로부터 받은 의견들을 바탕으로 게임을 디자인했으며, 《로맨싱 사가》 삼부작과 《사가 프론티어》 두 작품으로부터 게임플레이 기능들을 가져왔다. 서양판 현지화는 8-4이 담당했다.

## 반응
일본서 발매 당시 《스칼렛 그레이스》는 65,000장의 판매량을 기록해 미디어 크리에이트의 게임 순위표에서 4위를 차지했다. 차주에선 순위표에서 14위로 하락했으며, 14,000장의 추가 판매로 누적 판매량 80,000장을 기록했다. 다음해 1월 말까지 총 판매량은 94,000장을 기록했다. 플레이스테이션 4 및 닌텐도 스위치판 《진홍색 야망》의 경우 발매 직후 20,000장이 판매됐다.
일본 게임 잡지 〈패미통〉은 캐릭터들과 열린 구조의 시나리오를 장점으로 꼽았다.

## 참조

### 내용주
1. ↑  영어: SaGa: Scarlet Grace, 일본어: サガ スカーレット グレイス
2. ↑  일본어: サガ スカーレット グレイス 緋色の野望, 영어: SaGa Scarlet Grace: Ambitions